# Plecia bucklandi
Plecia dilatativentris, Plecia edwardsi, Plecia elegans, Plecia gracilis, Protomyia bucklandi, Protomyia elegans, Protomyia gracilis, Penthetria bucklandi, Penthetri edwardsi, Penthetria elegans, Penthetria gracilis, Bibio edwardsi
Espèce
Synonymes
- †Penthetria bucklandi (Heer, 1849)
- †Protomyia bucklandi Heer, 1849
- †Bibio edwardsii Oustalet, 1870
- †Penthetria edwardsi Oustalet, 1870
- †Penthetria elegans Heer, 1856
- †Penthetria gracilis Heer, 1856
- †Plecia dilatativentris Theobald, 1937
- †Plecia edwardsii Oustalet, 1870
- †Plecia elegans Heer, 1856
- †Plecia gracilis Heer, 1856
- †Protomyia elegans Heer, 1856
- †Protomyia gracilis Heer, 1856

Plecia bucklandi est une espèce fossile d'insectes diptères de la famille des Bibionidae et du genre Plecia.

## Classification

### Descriptions initiales
L'espèce Protomyia bucklandi est publiée par Oswald Heer en 1849.
Les espèces Protomyia elegans et Protomyia gracilis sont décrites par Oswald Heer en 1856.
L'espèce Bibio edwardsii est décrite par Émile Oustalet en 1870.
L'espèce Plecia dilativentris est publiée par Nicolas Théobald en 1937. Cet holotype C84 de l'ère Cénozoïque, et de l'époque Miocène et Oligocène (37,2 à 23,3 Ma) fait partie de la collection Mieg du musée de Bâle et vient de Kleinkembs dans le pays de Bade en Allemagne,.

### Renommages
En 1878 Charles Jules Edmée Brongniart renomme Bibio edwardsii en Plecia edwarsii.
En 1891 Bruno Förster renomme Protomyia bucklandi en Plecia bucklandi.
En 1937 Nicolas Théobald renomme, vers le genre Plecia, Protomyia elegans en Plecia elegans et Protomyia gracilis en Plecia gracilis, confirme Plecia edwarsii dans le genre Plecia en même temps que la déclaration initiale de Plecia dilatitventris.
En 1994 N. L. Eventhuis renomme, vers le genre Penthetria, Bibio edwardsii en Penthetria edwardsi, Protomyia bucklandi en Penthetria bucklandi, Protomyia elegans en Penthetria elegans et Protomyia gracilis en Penthetria gracilis.
En 2001 J. Gee, A. Nel, J. Menier et G. De Ploëg restaurent ou renomment Bibio edwardsii en Plecia edwardsii.
En 2017 John Skartveit et André Nel renomment Protomyia bucklandi en Plecia bucklandi,.

### Synonymes et confirmations du genrePlecia
En 2017 John Skartveit et André Nel déclarent synonymes de Plecia bucklandi les quatre taxons Bibio edwardsii, Plecia dilatativentris, Protomyia elegans et Protomyia gracilis,.
Ces déclarations sont confirmées ou reprises par John Skartveit et K. Krizmanić en 2020,,.

### Répartition
Selon Paleobiology Database en 2023, seize collections pour vingt-neuf occurrences de fossiles sont référencées dont une collection du Miocène en Croatie (Radoboj) et quinze de l'Oligocène en France, provenant de Céreste dans les Alpes-de-Haute-Provence, d'Aix-en-Provence dans les Bouches-du-Rhône, de Brunstatt dans le Haut-Rhin, de Corent dans le Puy-de-Dôme dont quelques-unes sont conservées au MNHNP.

### Étymologie
L'épithète spécifique bucklandi fait hommage au géologue et paléontologue britannique William Buckland (1784-1856).
L'épithète spécifique edwarsi fait hommage au médecin, professeur et zoologiste français Alphonse Milne-Edwards (1835-1900), son contemporain et prédécesseur sur la chaire de mammalogie, et collecteur d'échantillon de cette espèce conservée au MNHNP.
Les épithètes spécifiques en latin dilatativentris, elegans, gracilis signifient respectivement  « ventru », « élégant », « mince ».

## Description

### Caractères
Diagnose de Nicolas Théobald en 1937 de Plecia dilatativentris, :

« Insecte noirâtre, ailes brun foncé. Tête petite, subphérique, noire ; deux antennes courtes, cordiformes ; yeux non contigus. Thorax ovale. Abdomen gros, ovoïde, finement velu, appendices génitaux à l'extrémité. Pattes bien conservées, fémurs renflés ; tibias cylindriques, deux cils apicaux ; tarses de cinq articles. Balanciers à tige courte. Ailes avec nervation bien visible, du type Plecia ; branche antérieure de Rs recourbée. ».

### Dimensions
La longueur du corps est de 7,5 mm ; les ailes ont une longueur de 6,5 mm.

### Affinités
Pour P. dilativentris : 

« L'espèce est voisine de P. lugens, mais elle s'en distingue par la plus grande largeur du thorax et de l'abdomen. ».

## Galerie

Photos des fossiles de Plecia bucklandi
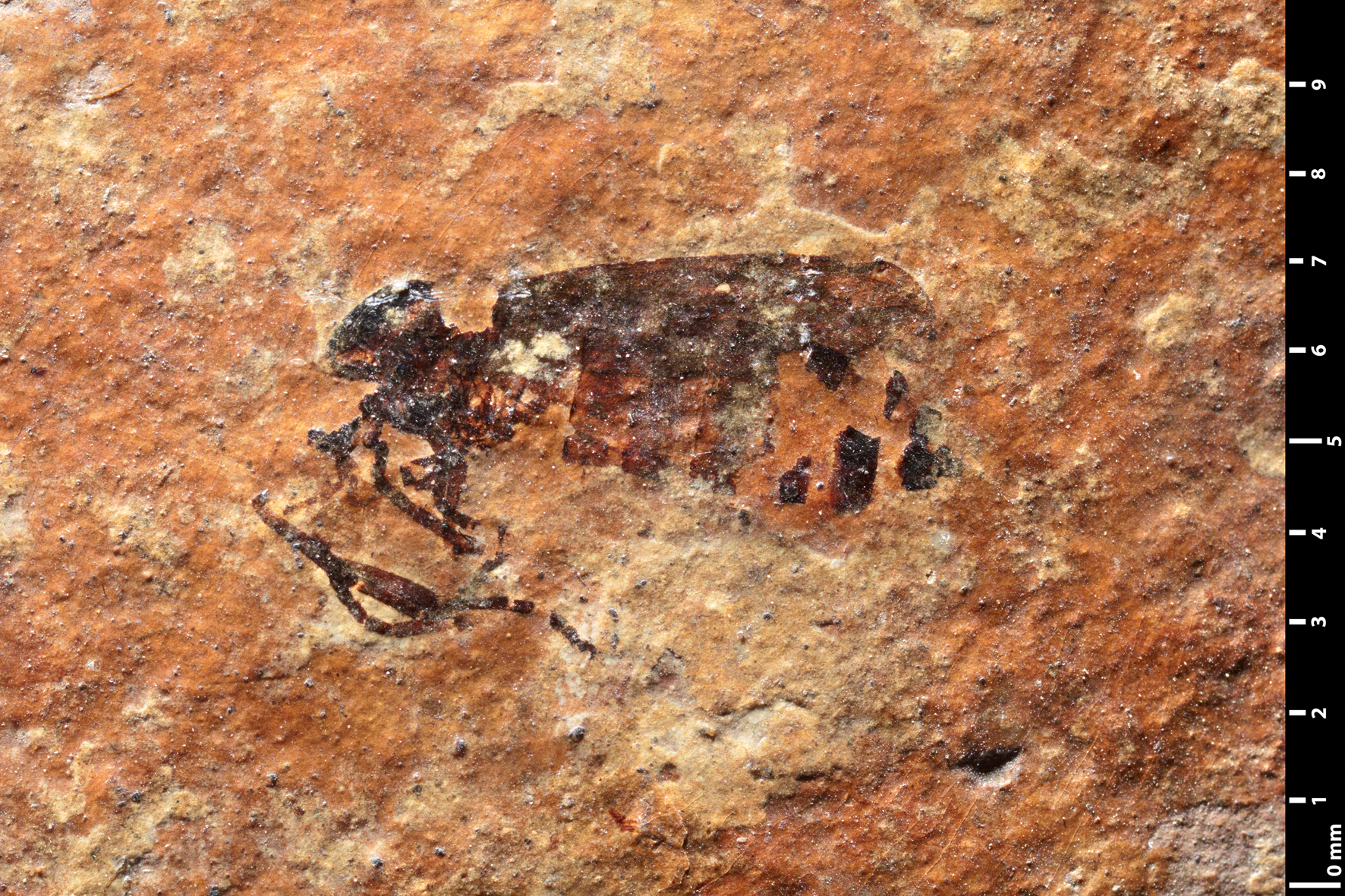
Plecia bucklandi syntype A MNHN.F.R06669 éclairage indirect.
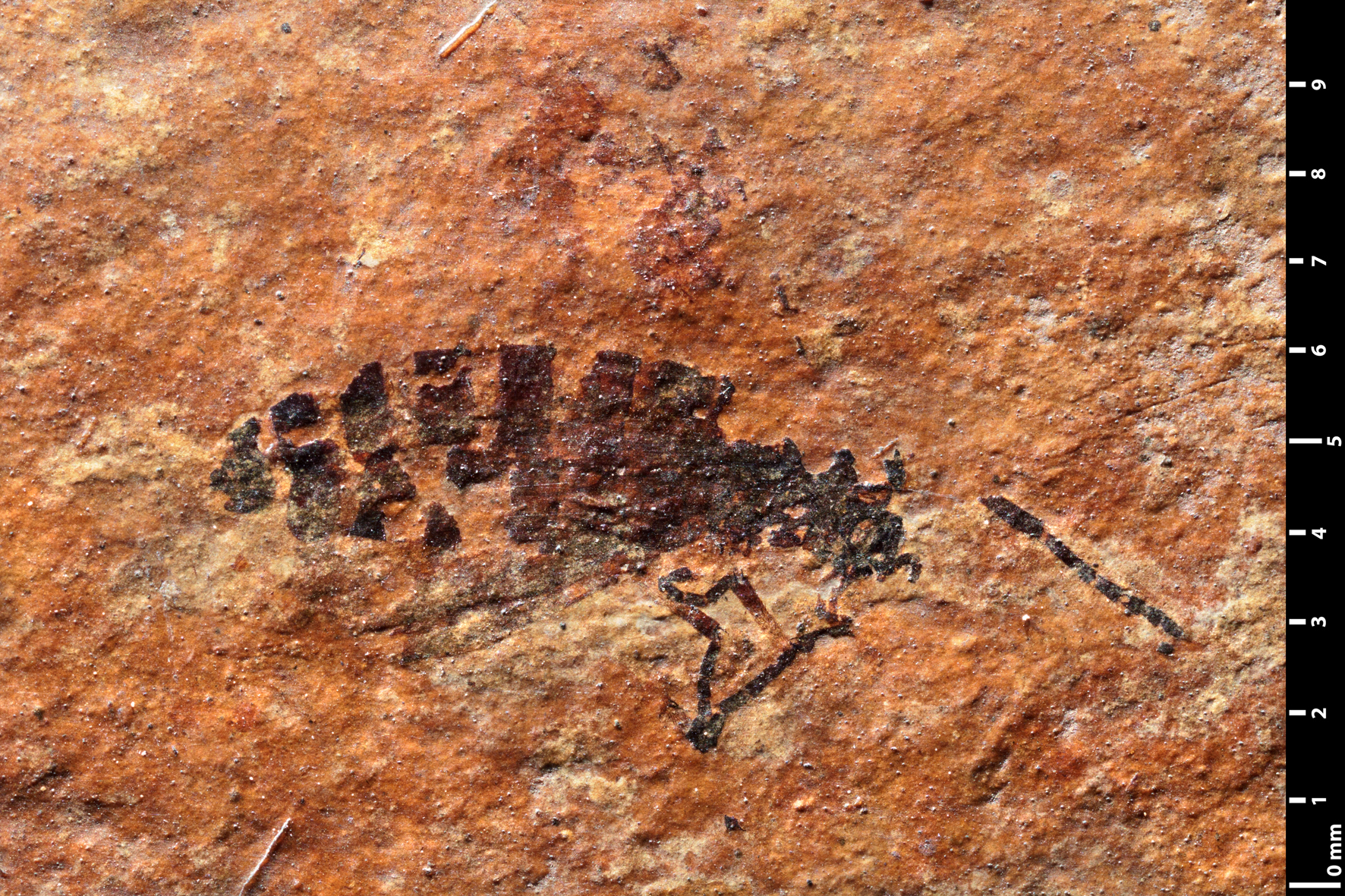
Plecia bucklandi syntype A MNHN.F.R06669 éclairage indirect.

- Schémas des holotypes et cotypes des synonymes par N. Th. en 1937.
- Plecia dilatativentris.
- Plecia elegans.
- Plecia gracilis.

- Espèces vivantes du genre Plecia.
- Plecia heteroptera.
- Plecia imperialis.
- Plecia nearctica.
- Plecia nearctica.
- Plecia ruficollis.
- Plecia ruficollis.

### Articles ou ouvrages
1. [2017] (en) John Skartveit et André Nel, « Revision of fossil Bibionidae (Insecta: Diptera) from French Oligocene deposits », Zootaxa, Magnolia Press (d), vol. 4225, no 1,‎ 23 janvier 2017, p. 1–83 (ISSN 1175-5334 et 1175-5326, OCLC 49030618, PMID 28187637, DOI 10.11646/ZOOTAXA.4225.1.1). .
2. [2020] (en) John Skartveit et K. Krizmanić, « Revision of fossil Bibionidae (Insecta: Diptera) from the Miocene of Radoboj, Croatia », Zootaxa, vol. 4759,‎ 2020, p. 351-378 (DOI 10.11646/zootaxa.4759.3.3).
3. [2021] (en) John Skartveit et S. Wedmann, « A revision of fossil Bibionidae (Insecta: Diptera) from the Oligocene of Germany », Zootaxa, vol. 4909,‎ 2021, p. 1-77 (DOI 10.11646/zootaxa.4909.1.1)
4. [1937] Nicolas Théobald, « Les insectes fossiles des terrains oligocènes de France 473 p., 17 fig., 7 cartes,13 tables, 29 planches hors texte », Bulletin Mensuel de la Société des Sciences de Nancy et Mémoires de la Société des sciences de Nancy, Imprimerie G. Thomas,‎ 1937, p. 1-473 (ISSN 1155-1119 et 2263-6439, OCLC 786027547). .
5. [1870] Émile Oustalet, « Recherches sur les insectes fossiles des terrains Tertiaires de la France, première partie, insectes fossiles de l'Auvergne », Annales des Sciences Géologiques, Paris, vol. 2(3),‎ 1870, p. 1-178.
6. [1856] (de) Oswald Heer, « Ueber die fossilen Insekten von Aix in der Provence », Vierteljahrsschrift der Naturforschenden Gesellschaft in Zürich, vol. 1,‎ 1856, p. 1-40.
7. [1878] Charles Jules Edmée Brongniart, « Une note rectificative sur les espèces de Bibionides fossiles du genre Plecia », Bulletin des Séances de la Société Entomologique de France, vol. 1878,‎ 1878, p. 47-48.
8. [1891] (de) Bruno Förster, « Die Insekten der "Plattigen Steinmergels" von Brunstatt », Abhandlungen zur Geologischen Specialkarte von Elsass-Lothringen, vol. Band 3 1,‎ 1891, p. 335-593.
9. [1994] (en) N. L. Evenhuis, Catalogue of the Fossil Flies of the World (Insecta: Diptera), 1994, 1-600 p.
10. [2001] (en) J. Gee, A. Nel, J. Menier and G. De Ploëg, « A new lovebug fly (Insecta, Diptera) from the lowermost Eocene amber of the Paris Basi », Geodiversitas, vol. 23(3),‎ 2001, p. 341-348.

### Publication originale
- [1849] (de) Oswald Heer, Die Insektenfauna der Tertiärgebilde von Oeningen und von Radoboj in Croatien. Zweiter Theil: Henschrecken, Florfliegen, Aderflügler, Schmetterlinge und Fliegen, 1849, 1-264 p.